# 台湾人元日本兵訴訟
台湾人元日本兵訴訟（たいわんじんもとにほんへいそしょう）とは日本の訴訟。

## 概要
第二次世界大戦中に日本軍の軍人または軍属として戦死傷した台湾人13名（本人又はその遺族）が、日本人の軍人・軍属の戦死傷者に対しては恩給法や戦傷病者戦没者遺族等援護法により補償がなされているにもかかわらず、台湾人元日本兵らに対しては同法の国籍条項により何の補償もなされていないのは平等権を規定した日本国憲法第14条や損失補償を規定した日本国憲法第29条に違反するとして、国に対し、戦死傷者1名について500万円の補償を求めた。
1982年2月26日に東京地裁は「戦争損害について、いかなる範囲、程度の補償をするかは国の立法政策に委ねられているべきものである」として原告の請求を棄却したが、原告らに補償措置がなされていないことについて「同情を禁じ得ない」と述べた。1985年8月26日に東京高裁も一審とほぼ同様の理由で控訴を棄却したが、原告らに補償措置がなされていないことについて「現実には、控訴人らはほぼ同様の状態にある日本人と比較して著しい不利益を受けていることは明らかであり、予測される外交上、財政上、法技術の困難を超克して、早急にこの不利益を払拭して、国際信用を高めるよう尽力することが、国政関与者に対する期待であることは特に付言する」と述べた。
1992年4月28日に最高裁は以下の判断を示して上告を棄却し、原告の請求を退ける判決が確定した。
- 合理的理由があれば、法的取り扱いに区別を設けることは違憲とはならず、これに基づいた国籍条項で台湾人の軍人・軍属への差別が生じているのは憲法第14条に違反しない。日本と台湾の関係については、1952年締結の日華平和条約により、補償問題は両国間の外交交渉で解決することが予定されていたものである。なお、1972年の日中国交回復に伴って補償問題を日台間の外交交渉で解決することは事実上不可能になったが、それですぐに国籍条項が違憲となるわけではない。
- 死傷の補償について、戦争は国家の非常事態で国民の全てが生命や身体、財産を危険にさらされるもので、その戦争被害の補償は国の立法政策に委ねられており、軍人や軍属という地位自体から補償請求はできない。
- 憲法第29条第3項に基づく損失補償について、戦争被害に対して国が行う補償や救済は、憲法の全く予定しなかったところであり、損害については、単に政策的見地からの配慮が考えられるに過ぎない。

園部逸夫裁判官は「戦争賠償は国政の基本に触れる問題で、根本的な解決は国政関与者の一層の努力を待つほかない」としたが、日華平和条約執行後の状態について「法の下の平等原則に反し、差別になっていた」との意見を述べた。
この訴訟が契機となって、この訴訟の上告後の1987年に特別弔慰金等の支給の実施に関する法律が制定され、台湾住民である旧軍人軍属の戦死傷者に弔慰金や見舞金が支給されることになった。